# Time Pilot '84
Time Pilot '84: Further Into Unknown World  es un videojuego Matamarcianos con desplazamiento en ocho direcciones, lanzado en 1984 por Konami. Es la secuela de Time Pilot. El jugador pilotea una nave durante muchos períodos de tiempo. A diferencia del original que contaba el año de cada nivel, los nuevos períodos de tiempo son designados por nuevos enemigos y diferentes colores.

## Jugabilidad
A diferencia de su antecesor, la nave del jugador se establece en un paisaje urbano, extraterrestre y futurista y tiene que disparar a una cantidad de enemigos tanto terrestres como aéreos, ya sea con balas o con misiles hasta que aparezca un jefe, una especie de nave en forma de platillo que dispara misiles teledirigidos. Cuando se destruya al jefe se avanzará al próximo nivel.

## Récord mundial
El 30 de junio de 1985, David Presley obtuvo un récord de 342.900 puntos en College Station, Texas. Fue durante el Third Annual Masters Tournament de 1985. Tal puntuación se publicó en el Libro Guinness de los Récords del año 1986. Su récord más tarde sería superado por el de Samantha Johanik con un total de 463.300 el 28 de junio de 1986 en el Aladdin's Castle #413 en Des Moines, Iowa.